# Vekenega
Vekenega (Zadar, pol. 11. stoljeća – Zadar, 27. rujna 1111.), iz zadarske patricijske obitelji Madijevaca, Čikina kći i opatica samostana benediktinki sv. Marije u Zadru.
Sa sigurnošću se zna da je opatica Vekenega, predstojnica Benediktinskog samostana sv. Marije, bila svjedokinja vremena dolaska kralja Kolomana na hrvatsko prijestolje i njegova trijumfalnog ulaska u Zadar što se navodi i u njezinu epitafu u samostanskoj vijećnici.
Nakon tragične pogibije svoga muža Dobroslava, ulazi kao redovnica u samostan sv. Marije oko 1072. godine. Vekenega je kao poglavarica i prva Čikina nasljednica na opatskoj stolici znala koristiti velike političke promjene u Hrvatskoj krajem 11. stoljeća, nagovorivši novoga kralja Kolomana da novčano podupre njezinu veliku građevinsku djelatnost na dovršenju trobrodne bazilike 1091. godine i podizanju novih samostanskih objekata. Uz kraljevsku pomoć uspjela je podići samostansku vijećnicu - vjerojatno najljepši presvođeni romanički prostor u Hrvatskoj - i veleban romanički zvonik koji nosi Kolomanovo ime i godinu 1105.
Benediktinski samostan sv. Marije uz kojega je izgrađena nova crkva posvećen je 1091. Godine. Zadarski prior Drago, i sam Madijevac, dosuđuje baštinu u korist predstojnice Vekenege, a samostanu dodjeljuje imunitet, tj. oslobađanje od davanja. 
U Zadru je 1096. godine održan crkveni sabor i nastaje svečani Evanđelistar opatice Vekenege. Vekenega ga je naručila u skriptoriju samostana sv. Krševana, a danas se čuva u Bodleian Library u Oxfordu. Vekenegin evanđelistar sadrži 196 listova (veličine 285 x 190 mm). Tekstualni dio listova veličine je 194 x 97 mm, a svaka stranica ima 19 redaka. Tekst je ispisan beneventanskim pismom, koje se u Dalmaciji i Hrvatskoj koristilo od 10. do 13. stoljeća. U njemu je zabilježen dugačak napjev uskrsnog hvalospjeva (Exultet), u zaključnom dijelu kojega se spominju bizantski car, zadarski prior, papa, zadarski biskup, a na kraju poimence Vekenega i samostan sv. Marije. 
Vekenega je umrla 27. rujna 1111., a latinski stihovi koji ukrašavaju njezinu grobnicu u samostanskoj vijećnici (kapitulu) pravi su biseri domaće latinske poezije, na primjer:
Oret qui spectat dicens: "In pace quiescat,
corpus ut arca tegat, flatus at alta petat".
Onaj što pogleda neka se moli i kaže: "U miru
tijelo u lijesu da leži, a duh u visine da leti".